# محمدآباد (زابل)
محمدآباد یا هراتی، روستایی در دهستان کرباسک بخش کرباسک شهرستان زابل در استان سیستان و بلوچستان ایران است.

## جمعیت
بر پایه سرشماری عمومی نفوس و مسکن در سال ۱۳۹۵، جمعیت این روستا برابر با ۶۴۸ نفر (۱۷۷ خانوار) بوده‌است.